# Gaewalin Sriwanna
Gaewalin Sriwanna (tiếng Thái: เกวลิน ศรีวรรณา, phiên âm: Ke-va-lin Si-van-na, sinh ngày 12 tháng 2 năm 1992) còn có nghệ danh là Jean (ยีน), là một nữ diễn viên và người mẫu người Thái Lan. Cô cũng là một trong 3 Á hậu của Hoa hậu Hoàn vũ Thái Lan 2012. Cô là con gái của Chalat Sriwanna và Ananya Sriwanna. Cô đã tốt nghiệp Đại học Rangsit chuyên ngành mỹ thuật.

## Các bộ phim đã từng tham gia

### Phim truyền hình
| Năm  | Phim                                   | Vai              | Đóng với               | Đài |
| ---- | -------------------------------------- | ---------------- | ---------------------- | --- |
| 2012 | Haunting secret                        | Noona            |                        | CH3 |
| 2013 | Mr Baan Na                             | Kate/Cat         | Gundon Akasan          | CH3 |
| 2014 | Thida Dance                            | Fon Luang        | Cholawit Meetongcom    | CH3 |
| 2015 | Mongkut Rissaya                        | Chompoo          |                        | CH8 |
| 2016 | Sapai Rod Saap Nàng dâu lắm chiêu      | Mew              | Jira Danbawornkiat     | CH8 |
| 2016 | Krathin Rim Rua                        | Krathin / Sumnat |                        | CH8 |
| 2017 | Jai Luang/Lying Heart Trái tim hai mặt | Raveepriya       | Jira Danbawornkiat     | CH8 |
| 2018 | Por Pla Lai                            | Aim              | Rattapoom Toekongsap   | CH8 |
| 2019 | Winyarn Pitsawong                      | Naet             | Mungkorn Paphawin      | CH8 |
| 2019 | Manee Naka Chuyện tình xà nữ           | Manee Naet Nakee | Yuthana Puengklarng    | CH8 |
| 2022 | Matcha Anda Chuyện tình biển xanh      | Anda/Matsaya     | Anuwat Choocherdratana | CH8 |
|      | Sisa Marn Đầu quỷ                      | Miew             | Krissada Pornweroj     | CH8 |